# Niszczyciele typu Bagley
Niszczyciele typu Bagley – seria ośmiu amerykańskich niszczycieli z okresu międzywojennego. Zbudowane były w oparciu o projekt wcześniejszego typu Gridley (z którymi są przez niektóre źródła łączone we wspólny typ Craven), zmodyfikowany przez biuro konstrukcyjne marynarki, ze innym układem napędowym i niewielkimi modyfikacjami sylwetki. Wszystkie służyły w United States Navy podczas II wojny światowej na Oceanie Spokojnym, trzy z nich zostały utracone w walce. Pod koniec działań zostały przesunięte do drugorzędnych zadań. Wkrótce po zakończeniu wojny ocalałe jednostki zostały wycofane z linii i w większości sprzedane na złom. Dwa były użyte do prób podczas próbnych eksplozji nuklearnych na atolu Bikini.

## Opis konstrukcji
Niszczyciele typu Bagley miały klasyczny kadłub, z uskokiem na wysokości nadbudówki dziobowej, długości całkowitej 104 m (101,8 m na konstrukcyjnej linii wodnej), szerokości 10,6 m oraz zanurzeniu maksymalnym 5,2 m. Projektowana wyporność standardowa wynosiła 1500 długich ton (ts). Napęd, identyczny jak zastosowany na wcześniejszym typie Mahan, stanowiły dwa zespoły turbin parowych Curtis General Electric, napędzające poprzez przekładnie redukcyjne dwa wały napędowe a zasilane w parę przez cztery kotły typu Babcock & Wilcox o ciśnieniu roboczym 28 atm i temperaturze 371 °C. Spaliny z kotłów odprowadzane były przez jeden komin, o mniejszym przekroju niż w typie Gridley. Projektowana moc maszyn: 46 000 shp miała pozwolić osiągnąć prędkość maksymalną 37 węzłów, na próbach uzyskano wartość 47 000 shp i 36,8 węzła przy wyporności 1969 ts.
Pierwotne uzbrojenie niszczycieli składało się z czterech dział uniwersalnych Mk 12 kal. 127 mm na dwóch pojedynczych stanowiskach Mk 30 na dziobie oraz Mk 21 na rufie. Stanowiska Mk 30 miały dział zamknięte w lekkich wieżach artyleryjskich, których podstawa obracała się wraz z działem, stanowiska Mk 21 były odkryte i nie miały ruchomej podstawy, co powodowało konieczność przemieszczania się artylerzystów przy obrocie armaty. Uzbrojenie przeciwlotnicze stanowiły cztery wielkokalibrowe karabiny maszynowe Browning M2 kal. 12,7 mm na pojedynczych podstawach. Okręty miały cztery poczwórne zespoły wyrzutni torped kal. 533 mm, rozmieszczone po dwa na burtach na śródokręciu. Do zwalczania okrętów podwodnych służyły dwie zrzutnie bomb głębinowych na rufie.
W trakcie działań wojennych wzmocniono uzbrojenie przeciwlotnicze okrętów, instalując w miejsce wielkokalibrowych karabinów maszynowych sześć pojedynczych dział automatycznych Oerlikon kal. 20 mm a później także podwójną podstawę dział Bofors kal. 40 mm. Wzmocniono także uzbrojenie przeciwpodwodne, instalując burtowe miotacze bomb głębinowych, tzw. K-guns.

## Okręty
Wszystkie osiem jednostek typu Bagley zostało sfinansowane w ramach roku budżetowego 1935. Ich budowa została powierzona następującym stoczniom: Norfolk Navy Yard (trzy okręty), Boston Navy Yard (dwa okręty), Mare Island Navy Yard (jeden okręt) oraz Puget Sound Navy Yard (dwa okręty).
- "Bagley" (DD-386)
- "Blue" (DD-387) – zatopiony 22 sierpnia 1942
- "Helm" (DD-388)
- "Mugford" (DD-389)
- "Ralph Talbot" (DD-390)
- "Henley" (DD-391) – zatopiony 3 października 1943
- "Patterson" (DD-392)
- "Jarvis" (DD-393) – zatopiony 9 sierpnia 1942